# Crotalaria recumbens
Crotalaria recumbens är en ärtväxtart som beskrevs av Roger Marcus Polhill. Crotalaria recumbens ingår i släktet sunnhampor, och familjen ärtväxter. Inga underarter finns listade i Catalogue of Life.